# In Extenso (entreprise)
 (novembre 2024).
Il peut être nécessaire de l'améliorer pour respecter le principe de neutralité de point de vue. 

 (novembre 2024).
In Extenso est un cabinet d’expertise-comptable français, fondé en 1991 à Lyon, par Hervé Laurent, Philippe Forgues et Claude Lartigue, présent en France, en Suisse et en Belgique, spécialisé dans les services aux TPE-PME et aux professions libérales.
Filiale de Deloitte, le groupe reprend son indépendance en 2019 grâce au rachat effectué par ses 220 associés. Le cabinet est aujourd’hui détenu majoritairement par ses associés.
En 2024, le groupe réalise 540 millions d’euros de chiffre d’affaires (2023), compte 255 agences et 6200 employés.

## Histoire
Le cabinet d’expert-comptable In Extenso est fondé en 1991 à Lyon par Hervé Laurent et Philippe Forgues (associés Deloitte) ainsi que Claude Lartigue, expert-comptable indépendant dans le Sud-Ouest.
En 1991, Deloitte, Touche et Tohmatsu (DTT) de la branche expert-comptable des cabinets CRA et PS Audit, deviennent actionnaires majoritaires d’In Extenso qui reste au sein de Deloitte pendant 27 ans.
Le réseau passe de 10 millions à près de 400 millions d'euros de chiffre d'affaires. Ainsi, en 2018, l’entreprise réalise 396 millions d’euros de chiffre d’affaires.
En 2019, In Extenso est le troisième réseau d'experts-comptables en France derrière KPMG et Fiducial.
Cette année-là, le groupe reprend son indépendance après une scission à l’amiable via une solution de reprise en interne avec le groupe Deloitte, qui possède alors les deux tiers du capital de la holding d'In Extenso et 51 % des entités régionales. Les 220 associés rachètent les parts majoritaires détenues par Deloitte avec le soutien du Crédit agricole Centre-est. Le capital d'In Extenso, détenu à 66 % par le groupe Deloitte, est réparti à 70,9 % pour les associés et à 29,1 % pour le Crédit Agricole Centre-Est. Le siège de l’entreprise est situé à Lyon.
Dès lors, In Extenso se développe autour de deux axes : l’évolution des collaborateurs en associés et la croissance externe. Entre 2019 et 2023, In Extenso passe de 350 à 500 millions d’euros de chiffre d’affaires, en intégrant d'autres cabinets. En 2022, le groupe compte 120 000 clients TPE/PME et professions libérales,.
En 2023, le groupe réalise 540 millions d'euros de chiffre d'affaires,. Cette année-là, les associés rachètent 20 % du capital d’In Extenso au Crédit agricole Centre-estqui ne détient plus que 10 %. La part des 275 associés passe de 70 à 90 % du capital du groupe.
Le groupe se développe au Luxembourg et en Belgique. Ainsi, début 2023, In Extenso rachète la fiduciaire luxembourgeoise VO Consulting qui compte alors environ 80 employés. VO Consulting devient In Extenso Belux. LuxApps, la société chargée du développement de solutions numériques détenue par VO Consulting, intègre fulll, la filiale informatique du groupe In Extenso.
En juillet 2023, In Extenso rachète le cabinet comptable belgo-luxembourgeois, ACF Group, qui rejoint In Extenso Belux, permettant à In Extenso de passer de 2 à 7 bureaux en Belgique et au Luxembourg, doublant ainsi le nombre de collaborateurs sur la zone, pour atteindre 130 personnes et 8 associés,.
En 2023, le groupe acquiert son nouveau siège social à Confluence à Lyon, où il s’installe début 2024,,. Il regroupe plusieurs entités (114 collaborateurs) sur un seul site.
En 2024, l’entreprise compte 6 200 employés, 250 agences en France, en Belgique et au Luxembourg, 299 associés et 130 000 clients.
Le groupe In Extenso propose une offre globale à destination des TPE, PME et professions libérales, créateurs, présidents d’associations : expertise-comptable, fiscalité, gestion, RH, audit, juridique et conseil, gestion de patrimoine, conseil en innovation-croissance, transmission d’entreprise. In Extenso s’est aussi spécialisée dans la recherche et la détection des facteurs de défaillance des entreprises.
In Extenso fait toujours partie du top 3 de l’expertise comptable en France et est considéré comme l’un des leaders du secteur,,,.

## Filiales
Dédiée aux créateurs et repreneurs d’entreprise, In Extenso Création Reprise propose diagnostic et conseils pour tester la viabilité de leur projet, préparer leur montage financier, identifier les actions à mettre en place, gérer la création de leur projet.
In Extenso Finance accompagne les entreprises cotées et non cotées, de 1 à 100 millions d’euros de chiffre d’affaires dans tous les secteurs d’activités et compte plus de 1000 opérations de fusions et acquisitions en 2022,. En 2024, In Extenso Finance publie un panorama annuel des cessions et acquisitions de PME intitulé "8e Panorama annuel In Extenso Finance",.
In Extenso Innovation Croissance conseille entreprises, industriels et collectivités en leur apportant des recommandations scientifiques, techniques, stratégiques, financières et fiscales en matière d’innovation durable. La filiale travaille aussi avec des éco-organismes et des organismes publics tels que la CGDD, l’ADEME, la Commission européenne.
In Extenso Tourisme, Culture et Hôtellerie accompagne les décideurs du secteur et plus largement de l’immobilier touristique dans leurs stratégies. La filiale publie régulièrement des baromètres des performances hôtelières ainsi que différents bilans et tendances du secteur,,,. Elle édite notamment l’Observatoire mensuel de l’hôtellerie française.
In Extenso Patrimoine gère l’ingénierie patrimoniale professionnelle et privée du chef d’entreprise.
In Extenso Avocats accompagne les décideurs et les TPE, PME, professions libérales et associations dans leur développement.
Ad Astra by In Extenso est dédiée à la clientèle grands comptes du groupe et propose une offre de services à destination des directions financières.
Fin 2023, In Extenso crée avec d’autres cabinets d’expertise comptable et l’éditeur de logiciels fulll, Impulse Data afin de mutualiser ses données avec ses partenaires.

## Implantation géographique
Le groupe In Extenso est découpé en régions : Nord de France, Normandie, Ile-de-France, Centre-Est, Alsace-Lorraine, Centre-Ouest, Bretagne, Ouest-Atlantique, Sud-Ouest, Auvergne-Rhône-Alpes, Dauphiné Savoie, Provence, Côte d’Azur, Occitanie. 
In Extenso Bretagne compte 270 collaborateurs, est implanté sur 13 sites et réalise un chiffre d’affaires de 20 millions d’euros en 2021.
En 2023, In Extenso poursuit son développement et acquiert deux agences du cabinet Fiduciaire Blanc et Associés (FBEA), qui intègrent ainsi In Extenso Auvergne Rhône-Alpes. Ils rejoignent les 300 collaborateurs des huit agences In Extenso déjà présentes dans la région.
In Extenso Centre Ouest acquiert 6 cabinets en 2023.

## Conseil de surveillance
Créé en 2019 après la prise d’indépendance d'In Extenso et sa sortie du groupe Deloitte, le conseil de surveillance se compose de 16 membres dont un représentant de chaque région, un représentant des experts conseil et deux représentants indépendants. Son président est élu par les présidents des Conseils de surveillance régionaux.
Le Conseil de surveillance se compose de 4 comités : le comité d’investissement, le comité d’audit, le comité des sages et le comité des rémunérations.
Il étudie les orientations générales et la stratégie du groupe. Il donne les agréments aux nouveaux associés et délibère sur les opérations de croissance externe. Il sécurise aussi le patrimoine des associés, assure l’équité et gère les litiges entre eux.
David Vanalderwerelt est président du Conseil de surveillance. Il succède à Philippe Autran à ce poste de 2019 à 2023.

## Communication
Les professionnels d’In Extenso publient régulièrement des tribunes dans différents médias,,.
In Extenso et Les Echos Le Parisien Annonces sont partenaires des émissions intitulées Direct du droit dans lesquels des avocats et juristes du groupe interviennent autour de différentes thématiques juridiques.
Le groupe réalise des analyses sur divers secteurs d’activités,.

## Sport
En 2020, le groupe devient partenaire de la Ligue Nationale de Rugby (LNR) et lance le premier championnat de France professionnel de rugby à 7, In Extenso Supersevens,.